# ببلینگن
ببلینگن (به آلمانی: بوبلینگین) یک district capital، Große Kreisstadt، شهر و شهر در آلمان است که در اشتوتگارت واقع شده‌است.

## خصوصیات
ببلینگن ۴۶٬۷۱۴ نفر جمعیت دارد.

## خواهرخوانده
شهرهای پونتوآز، سیتارد-خلین، برگاما، گلنراتیس، کرمس آن در دوناو، البا، پیدمانت و سومرداو خواهرخوانده‌های ببلینگن هستند.